# Tótújfalu
Tótújfalu est un village et une commune du comitat de Somogy en Hongrie.